# لوزوفونية

الدول التي تكون اللغة البرتغالية لغة رسمية فيها (بحكم الأمر الواقع أو بحكم القانون). البلدان اللوزوفونية (أي الناطقة بالبرتغالية) هي مجموعة فرعية من تلك التي تكون اللغة البرتغالية هي اللغة الأم الرئيسية فيها.
لغة محلية
لغة رسمية وإدارية
لغة ثقافية أو ثانوية

اللوزوفونية (بالبرتغالية: Lusófonos‏) هي مجموعة إثنية لغوية من الشعوب والأمم التي تضم ما يقدر بنحو 270 مليون شخص موزعين على 10 دول وأقاليم ذات سيادة تعتبر البرتغالية لغة رسمية.
يرتبط تاريخ اللوزوفونية ارتباطًا جوهريًا بتاريخ الإمبراطورية البرتغالية، على الرغم من أن مجتمعات الشتات البرتغالي والشتات البرازيلي لعبت أيضًا دورًا في نشر اللغة البرتغالية وثقافة اللوزوفون. اليوم، تجتمع الدول الناطقة باللغة البرتغالية في العالم للتعاون في السياسة والثقافة والاقتصاد، من خلال مجموعة البلدان الناطقة بالبرتغالية، المعروف أيضًا باسم (Lusophone Commonwealth).
هناك ما يقارب من 220 مليون ناطق باللغة البرتغالية حول العالم.